# Возьняковский, Яцек
Я́цек Возьняко́вский (пол. Jacek Woźniakowski, 23 апреля 1920 года, Бюркув-Вельки, Малопольское воеводство, Польша — 29 ноября 2012 года, Варшава, Польша) — польский общественный деятель, писатель, публицист, эссеист, историк искусства, журналист, переводчик, издатель, профессор Католического университета Люблина и Президент Кракова (1990—1991).

## Биография
Обучался во французской школе в швейцарском Фрибуре и гимназии в городе Рабка-Здруй. Среднее образование закончил в 1938 году. Окончил школу подхорунжих Кавалерийского резерва в Грудзёндзе. C 1938 по 1939 года служил в 8 полку уланов князя Юзефа Понятовского. После военной службы изучал польскую филологию в Ягеллонском университете.
Во время начала Второй мировой войны участвовал в боевых сражениях. Получил тяжёлое ранение. Во время оккупации служил в Армии Крайовой в составе подпольной группы «Uprawa». Был адъютантом командира мелецкого отделения Армии Крайовой.
После окончания войны стал заниматься журналистикой. С 1948 года работал в еженедельнике «Tygodnik Powszechny». В это же время был управляющим переводческого отдела британского издания «Głos Anglii». С 1948 по 1953 года был секретарём издания «Tygodnik Powszechny». Был корреспондентом издания «Tygodnik Powszechny» на III сессии Второго Ватиканского собора. С 1953 года преподавал в Католическом университете Люблина и с 1980 по 1990 год был профессором этого университета. С 1957 по 1959 год был редактором журнала «Znak»; в это же время основал одноимённое издательство и был его главным редактором до 1990 года. С 1960 года был членом ПЕН-клуба. C 1976 года был членом редакции литературного журнала «Wierchy». В 1975 году был консультантом художественной выставки «Romantyzm i romantyczność w sztuce polskiej» и в 1978 году — консультантом художественной выставки «Kolor w malarstwie polskim». В 1978 году был одним из основателей независимого образовательного Общества научных курсов. В 1981 — 82 годах преподавал в Тулузском университете.
С 1988 года участвовал в организационной работе профсоюза «Солидарность». В 1989 году участвовал в Круглом Столе. В 1990-91 годах был Президентом Кракова. С 1991 года был руководителем Совета Международного фонда «Centrum Kultury» в Кракове. Один из основателей Фонда иудаики.
С 1996 по 1999 год был депутатом I съезда Совета польского языка. В 1999—2000 годах преподавал на кафедре польской истории и культуры Еврейского института в Иерусалиме.
Основатель краковского и варшавского отделений Клуба католической интеллигенции и Образовательного фонда для демократии. C 2000 года был членом Академии знаний.
Скончался 29 ноября 2012 года и был похоронен на Лесном кладбище в населённом пункте Ляски Западно-Варшавского повята Мазовецкого воеводства.

## Семья
Правнук польского живописца Генриха Родаковского, внук польского экономиста Яна Гвальберта Павликовского, брат польского философа Кароля Тарновского, отец филолога Генрика Возьняковского и публицистки Розы Тун.

## Литературная деятельность
На протяжении долгого времени публиковал свои воспоминания под названием «Wspominki i Wypominki» в ежеквартальном литературном журнале «Zeszyty Literackie». С 1953 по 1986 год был членом Союза польских писателей.

### Сочинения
Zapiski z Kampanii Wrześniowej (изд. Znak 1959);
- Laik w Rzymie i Bombaju (изд. Znak, 1965);
- Zapiski kanadyjskie (изд. Iskry 1973, 1976);
- Co się dzieje ze sztuką? (изд. PIW, 1974);
- Góry niewzruszone (изд. Znak 1995);
- Tatry w poezji i sztuce polskiej. Poeci, wiersze i obrazy (изд. Wydawnictwo Literackie, 1975);
- Czy artyście wolno się żenić? (изд. PIW, 1978);
- Świeccy (изд. Znak, 1987);
- Czy kultura jest do zbawienia koniecznie potrzebna? (изд. Znak, 1988);
- Ze wspomnień szczęściarza (изд., Znak 2008, ISBN 978-83-240-1015-8);

## Награды
- Золотой Крест Заслуги (1974);
- Награда польского отделения ПЕН-клуба имени Мечислава Лепецкого за книгу «Zapiski kanadyjskie» (1974);
- Награда Фонда имени Альфреда Южиковского (Нью-Йорк, 1976);
- Офицерский крест Ордена Возрождения Польши (1990);
- Рыцарский крест Ордена почётного легиона (1995);
- Офицерский крест Ордена почётного легиона (2002);
- Золотая Медаль «За заслуги в культуре Gloria Artis» (2005)[3];
- Командорский крест Ордена Возрождения Польши.(2006);
- Награда «Краковская книга месяца» за книгу «Ze wspomnień szczęściarza» (2008);
- Доктор honoris causa Лёвенского католического университета.